# Платовська сільська рада (Совєтський район)
Пла́товська сільська рада (рос. Платовский сельский совет) — сільське поселення у складі Совєтського району Алтайського краю Росії.
Адміністративний центр та єдиний населений пункт — село Платово.

## Населення
Населення — 729 осіб (2019; 646 в 2010, 565 у 2002).